# 서울발산초등학교
서울발산초등학교는 대한민국 서울특별시 강서구 강서로 45길 113에 있는 공립 초등학교이다.

## 학교 연혁
공식 홈페이지에서 연혁 보기.

## 참고 자료
- 서울발산초등학교 - 한국교육학술정보원 학교알리미